# Jeong Mong-ju

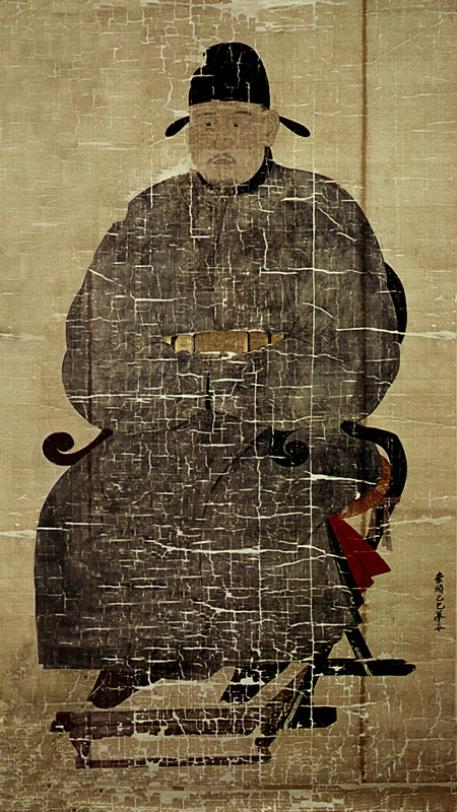
Porträt Jeong Mong-ju

Jeong Mong-ju (* 22. November 1337 in Yeongcheon; † 4. April 1392 in Kaesŏng) war ein koreanischer Politiker der Goryeo-Dynastie, Diplomat, neokonfuzianischer Philosoph, Dichter und Schriftsteller. Sein ursprünglicher Name war Mongran (몽란, 夢蘭)·Mongryong (몽룡, 夢龍), sein Schriftstellername war Po Eun (포은, 圃隱).

## Leben
Jeong Mong-ju entstammte dem Jeong-Klan aus der Stadt Yeongcheon in der Provinz Gyeongsang. Er studierte an der damals durch den Gelehrten Yi Saek (1328–1396) renommiertesten akademischen Einrichtung Sungkyunkwan, ebenso wie sein Freund und späterer politischer Rivale Jeong Do-jeon, und lehrte dort selbst konfuzianische Schriften. Durch seine als hervorragend eingeschätzten Übersetzungen der Werke des Konfuzius wurde er ein bedeutender Vertreter des Neokonfuzianismus, im ausgehenden Goryeo-Reich und beginnendem Joseon-Reich am Ende des 14. Jahrhunderts.

## Politisches Wirken
Nach Ablegung des Examens für den Staatsdienst 1362 war er zunächst mit König Gongmin (공민왕, 恭愍王, 1351–1374) des Goryeo-Reiches verbunden. Als Diplomat konsultierte er sechsmal den Hof der Ming-Dynastie in China. Durch seine Kenntnisse und seinen anerkannten Gerechtigkeitssinn gelang es ihm, Spannungen zwischen dieser und der Yuan-Dynastie zu entschärfen. 1377 gelangte er als Diplomat an den japanischen Hof, wo er ein Bündnis gegen die Wokou, den Piraten im Chinesischen Meer, die die politische Lage in Korea destabilisierten, erreichte, sowie die Freilassung Hunderter Gefangener des Goryeo-Reiches.
Das Ende der Goryeo-Dynastie wurde durch die Teilung des Hofes bewirkt: auf der einen Seite stand der General Choi Yeong, der die Auseinandersetzung mit dem Ming-Reich suchte, auf der anderen Seite General Yi (auch: U), der die diplomatische Lösung mit China suchte, dann den Königsthron an sich reißen und eine neue Dynastie gründen wollte. Hier nahm Jeong Mong-ju Partei für die ältere Dynastie und wurde wegen seiner Ablehnung, neuen Machthabern zu folgen, 1392 von Männern des Yi Bang-won (später König Taejong), fünfter Sohn des Yi Seonggye, dem Gründer der Joseon-Dynastie und Taejo genannt, auf der Sonyukkyo-Brücke in Kaesong ermordet.

## Das „standhafte Herz“
Dem koreanischen Volk ist Jeong Mong-ju durch seine Loyalität gegenüber seinem Herrscherhaus in Erinnerung geblieben. Jeongs Gedicht, das seine Haltung in Erwiderung auf Yi Bang-won ausdrückt, ist in der Form eines dreizeiligen Sijo verfasst und steht in der Tradition der Todesgedichte.
Damshim-ga:
이몸이 죽고 죽어 일백 번 고쳐 죽어 此身死了死了一百番更死了 (차신사료사료일백번갱사료)
백골이 진토되어 넋이라도 있고 없고 白骨爲塵土魂魄有無也 (백골위진토혼백유무야)
임 향한 일편 단심이야 가실 줄이 있으랴.  鄕主一片丹心寧有改理歟 (향주일편단심유개리여)
Mein Körper mag hundert Tode sterben.
Und meine weißen Knochen zu Staub und meine Seele zu Nichts werden.
Doch das standhafte Herz, das für die Meinen ich hege, wird niemals sterben.

## Schriften
- Poeunjip (포은집, 圃隱集)
  - Koreanische Ausgabe in chinesischer Schrift:
  - 圃隱 先生 文集.
  - 文集 編纂 委員會 / 景仁 文化社, 1999.
  - 圃隱集. 大洋書籍, 1975.
- Poeunsigo (포은시고, 圃隱詩藁)
  - 圃隱詩藁 : 卷 上, 下. [鄭夢周著]. Nachdruck einer Ausgabe von 1608. (Unter Mitwirkung der Asami Collection und Korean Rare Book Collection der University of California, Berkeley).